# Camille Blaisot
Camille Blaisot, né le 19 janvier 1881 à Valognes (Manche) et mort pour la France le 24 janvier 1945 à Dachau (Allemagne), est un avocat, homme politique et résistant français.

## Biographie
Élève de la faculté des droits de Caen, Camille Charles Auguste Blaisot est avocat au barreau de Caen. Durant la Première Guerre mondiale, il est engagé volontaire. Il est nommé lieutenant et obtient deux citations. Il est l'oncle de Jacques Mouchel-Blaisot, Compagnon de la Libération.
Lors des législatives de 1914, il bat Auguste Nicolas. Il est député du Calvados du 10 mai 1914 au 31 mai 1942, puis ministre de la Santé publique et des Sports du 27 janvier 1931 au 3 juin 1932 dans les gouvernements Pierre Laval (1), Pierre Laval (2), Pierre Laval (3) et André Tardieu (3), ainsi que sous-secrétaire d'État à la Présidence du Conseil du 7 juin 1935 au 24 janvier 1936 dans le gouvernement Pierre Laval (4). Il est vice-président de la Fédération républicaine, très proche de Louis Marin.
Durant l'entre-deux-guerres, il est nommé chevalier de la Légion d'honneur en 1933 à titre militaire.
Camille Blaisot est engagé dans le secteur des courses hippiques.
La consultation de son dossier aux archives du service historique de la défense permet de comprendre qu’il a été membre de la Résistance intérieure française à titre isolé dès le 1er août 1940. Il a constitué le groupe « Batignolles-Libération » de la Fédération républicaine de France et a assuré le rôle d’agent de liaison avec les services de renseignements alliés (britanniques et américains). Le 2 mars 1944, il est arrêté à Caen par la Gestapo pour faits de résistance, est emprisonné dans la maison d'arrêt de Compiègne avant d’être déporté. Il meurt à Dachau dans le Block 9, chambre 4 (tuberculeux). Le décès n'est signalé à l'administration du camp que le 24 janvier 1945.

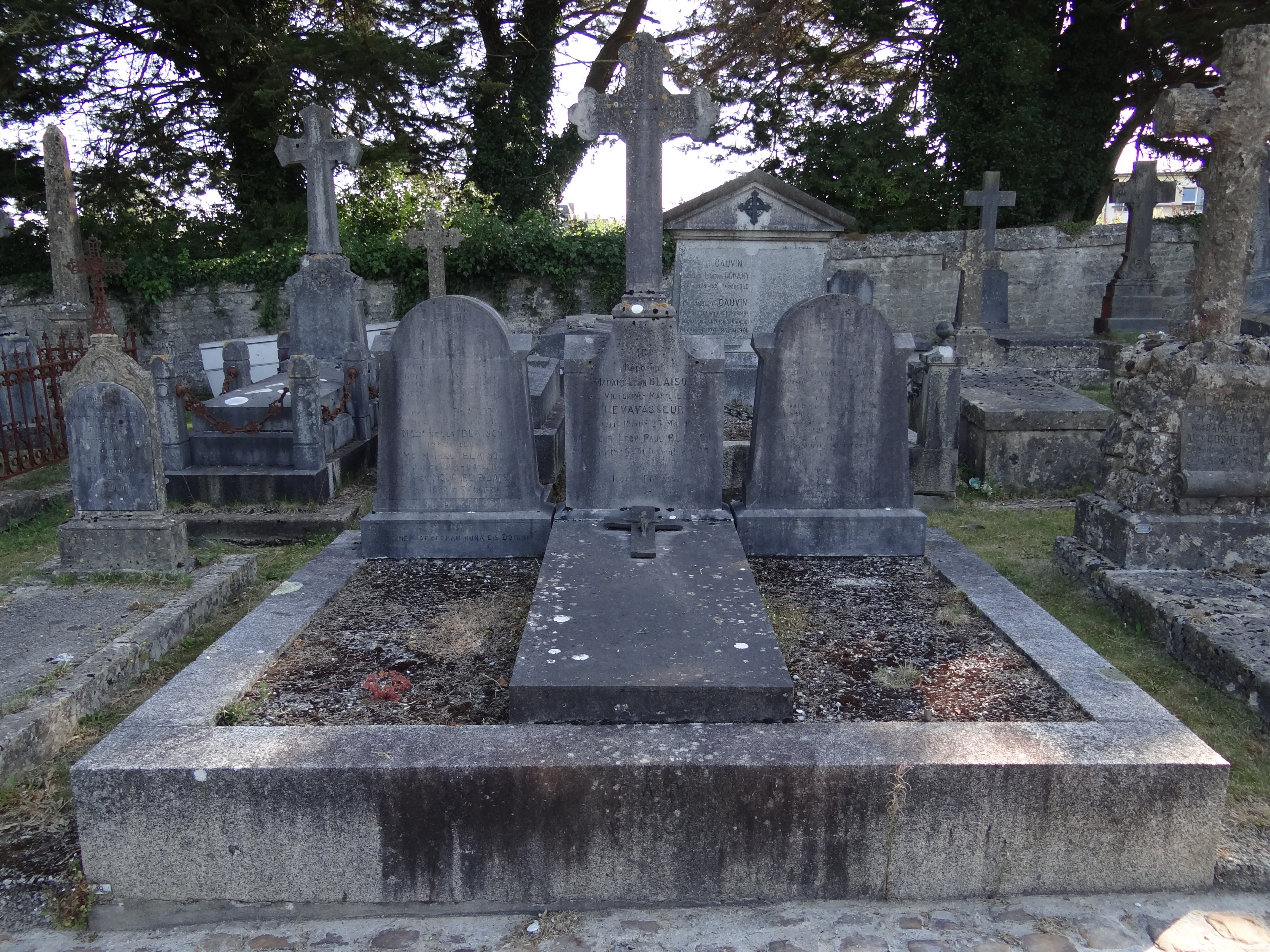
La sépulture de la famille Blaisot avec (à droite) la plaque commémorative de Camille Blaisot au cimetière Saint-Malo de Valognes (Manche).

Son nom est commémoré sur le caveau familial au cimetière Saint-Malo de Valognes.

## Distinctions
- Chevalier de la Légion d'honneur à titre militaire (1933)
- Croix de guerre 1914-1918
- Médaille de la Résistance française (décret du 17 décembre 1968)[6]

## Hommages, postérité
- Odonymes
  - Le square Camille-Blaisot, situé à proximité de son lieu d'arrestation[1], à Caen porte son nom.
  - Depuis 1956, la rue Camille-Blaisot lui rend hommage dans le 17e arrondissement de Paris.
  - Une rue à Bretteville-sur-Laize porte son nom.

- Monuments
  - En 1949, une plaque a été posée sur son domicile caennais au 15 rue Pasteur, où il a été arrêté en 1944[1].
  - Un buste le représentant réalisé par Serge Zélikson est érigé en 1954 dans le square qui porte son nom à Caen[1].
  - Un buste le représentant, copie du précédent, est érigé en 1960 à l'intersection de la route de Paris (RD 613) et de la RD 40 à Vimont[1].

- Le prix Camille-Blaisot se déroulant chaque année sur l'hippodrome de Vincennes porte son nom.